# La luz fantástica
La luz fantástica, (del inglés: The Light Fantastic) es la segunda novela de la saga del Mundodisco de Terry Pratchett. Fue publicada originalmente en 1986. Continúa con las aventuras de Rincewind y Dosflores iniciadas en El color de la magia, esta vez acompañados por uno de los legendarios héroes del Disco: Cohen el Bárbaro. Terry Pratchett parodia las novelas fantásticas logrando crear un universo propio lleno de personajes extravagantes.

## Argumento
Esta continua en el punto exacto en donde El color de la magia termina, y continua con las desventuras de Rincewind y Dosflores. En este libro, Rincewind descubre que si los ocho hechizos del Octavo no son leídos dentro de poco, el mundo terminará. Lamentablemente para él, tiene el hechizo perdido del octavo viviendo en su cabeza, y muchos magos intentan eliminarlo, para que este pase a vivir en la cabeza del mago más cercano a él en el momento del fallecimiento, ya que leer dichos hechizos conlleva a un poder supremo.
Pero por alguna extraña razón, Gran A'Tuin se acerca cada vez más a una gigantesca estrella roja y según ha dictaminado Muerte, es necesario que los ocho hechizos se reúnan para evitar una desgracia.
Ahora Rincewind y Dosflores reemprenden la huida acompañados de Cohen el Bárbaro, el más peligroso y extraño héroe del Disco y Bethan su igualmente peculiar prometida, intentando evitar a quienes desean los ocho hechizos y a quienes por su mala suerte simplemente quieren asesinarlos.
Sin embargo, la verdad sobre la estrella roja y las palabras de Muerte parecieran tener un significado más enigmático de lo que se cree.

## Adaptaciones
Una novela gráfica, ilustrada por Steven Ross y Joe Bennet, fue publicada por Corgi en 1993.
La Mob Film Company y Sky One produjeron una miniserie de dos partes (una para El color de la magia, y la otra con La Luz Fantástica. Sir David Jason interpretó a Rincewind.  Con David Bradley como Cohen el Bárbaro, Sean Astin como Dosflores, Tim Curry como Trymon, y Christopher Lee como la voz de La Muerte (el rol ya lo había interpretado en la serie animadada de Soul Music y Brujerías).